# Station Pereire - Levallois
Station Pereire - Levallois is een spoorwegstation aan de spoorlijn Ermont-Eaubonne - Champ-de-Mars. Het ligt in het 17e arrondissement van Parijs.

## Geschiedenis
Het station is op 2 mei 1854 geopend als Station Courcelles - Levallois aan de Ligne d'Auteuil. Na de opening van de Petite Ceinture-spoorlijn op 25 maart 1869 werd het station het beginstation van deze lijn. In 1934 werd de Petite Ceinture-spoorlijn weer gesloten, waardoor sindsdien het station aangedaan werd door een shuttledienst tussen Auteuil - Boulogne en Pont-Cardinet. In 1985 werd deze dienst geschrapt in verband met de aanleg van de RER C: het traject tussen Courcelles - Levallois en Avenue Henri Martin ging deel uitmaken van de RER C, tussen Courcelles - Levallois en Pont-Cardinet ging een pendeldienst rijden.
Op 25 september 1988 opende het station als Pereire - Levallois, aan de spoorlijn Ermont-Eaubonne - Champ-de-Mars, bereden door de RER C. Ook op die datum startte de shuttledienst tussen Pereire - Levallois en Pont-Cardinet. De shuttledienst werd echter vanaf 5 juli 1996 geschrapt, als gevolg van een laag aantal reizigers. Sindsdien rijdt er tussen de beide stations een pendelbus.

## Ligging
Het station ligt op kilometerpunt 7,662 van de spoorlijn Ermont-Eaubonne - Champ-de-Mars (nulpunt tussen Invalides en Musée d'Orsay)

## Diensten
Het station wordt aangedaan door treinen van de RER C tussen Pontoise en Massy-Palaiseau of Pont-de-Rungis - Aéroport d'Orly. Sommige treinen hebben in plaats van Pontoise Montigny - Beauchamp als eindpunt, in verband met capaciteitsproblemen. Ook wordt het station aangedaan door pendelbussen naar Pont-Cardinet.

## Aansluitingen
- Metro:  (station Pereire)
- RATP-busnetwerk: drie lijnen
- Noctilien: drie lijnen

## Vorige en volgende stations
| Richting                            | Vorig station                  | Lijn    | Volgend station         | Richting                                                |
| ----------------------------------- | ------------------------------ | ------- | ----------------------- | ------------------------------------------------------- |
| Pontoise C1 Montigny - Beauchamp C3 | Porte de Clichy                | RER C   | Neuilly - Porte Maillot | Massy-Palaiseau C2 Pont-de-Rungis - Aéroport d'Orly C12 |
| Pont-Cardinet (per shuttlebus)      | Pont-Cardinet (per shuttlebus) | Trans L | Eindpunt                | Eindpunt                                                |